# Austronibea oedogenys
Austronibea oedogenys is een  straalvinnige vissensoort uit de familie van ombervissen (Sciaenidae). De wetenschappelijke naam van de soort is voor het eerst geldig gepubliceerd in 1977 door Trewavas.